# Aldo Boffi
Aldo Boffi (Giussano, 26 de fevereiro de 1915 — Giussano, 26 de outubro de 1987) foi um futebolista italiano que atuava como atacante.

## Carreira
Tirado do Vis Nova de Giussano ao custo de cinco mil liras, Boffi estreou no Seregno, na Série B, no campeonato de 1934–35.
Ele jogou os melhores anos de sua carreira no Milan – nome adotado pelo Milan na época por motivos políticos –, com o qual estreou em 1º de novembro de 1936 contra o Torino, chegando entre os melhores artilheiros da primeira divisão já do segundo ano com 16 gols. Na temporada 1938–39, conquistou o primeiro título de artilheiro com 19 gols, compartilhados com o bolonhês Ettore Puricelli. Em 20 de novembro de 1938, também fez sua estreia na seleção contra a Suíça, porém não teve muita sorte com a camisa azul, totalizando apenas duas partidas e nenhum gol.
Artilheiro também no campeonato 1939–40 com 24 gols, ele também esteve na edição 1941–42 com 22, tornando-se o segundo atacante depois de Giuseppe Meazza a fazer o trio. Até hoje ele permanece, com 136 gols, o quinto maior artilheiro da história do Milan e o maior artilheiro do Milan em uma única edição da Coppa Italia (empatado com Gianni Rivera) graças aos sete gols marcados na edição de 1936–37.
O último campeonato antes da interrupção para a Segunda Guerra Mundial marcou apenas 4 gols. Terminado o conflito, em 1945 voltou a jogar pela Atalanta sem obter grandes resultados.
Mudando-se para o Seregno, na Série B, jogou lá de 1946 a 1951 e em um de seus últimos jogos, em 1949 (Seregno 7–1 Varese), fez um gol e na temporada 1946–47 foi o artilheiro do campeonato.

## Estatísticas

### Clubes
| Equipe            | Temporada         | Campeonato nacional | Campeonato nacional | Copas nacionais | Copas nacionais | Outros torneios | Outros torneios | Total | Total |
| Equipe            | Temporada         | Jogos               | Gols                | Jogos           | Gols            | Jogos           | Gols            | Jogos | Gols  |
| ----------------- | ----------------- | ------------------- | ------------------- | --------------- | --------------- | --------------- | --------------- | ----- | ----- |
| Seregno           | 1933–34           | 1                   | 0                   | –               | –               | –               | –               | 1     | 0     |
| Seregno           | 1934–35           | 26                  | 20                  | –               | –               | –               | –               | 26    | 20    |
| Seregno           | 1935–36           | 30                  | 25                  | 1               | 1               | –               | –               | 31    | 26    |
| Seregno           | Total             | 57                  | 45                  | 1               | 1               | –               | –               | 58    | 46    |
| Milan             | 1936–37           | 22                  | 8                   | 6               | 7               | –               | –               | 28    | 15    |
| Milan             | 1937–38           | 24                  | 16                  | 4               | 3               | 1               | 0               | 29    | 19    |
| Milan             | 1938–39           | 28                  | 19                  | 2               | 2               | –               | –               | 30    | 21    |
| Milan             | 1939–40           | 30                  | 24                  | 1               | 0               | –               | –               | 31    | 24    |
| Milan             | 1940–41           | 23                  | 16                  | 2               | 2               | –               | –               | 25    | 18    |
| Milan             | 1941–42           | 26                  | 22                  | 5               | 6               | –               | –               | 31    | 28    |
| Milan             | 1942–43           | 10                  | 4                   | 3               | 2               | –               | –               | 13    | 6     |
| Milan             | 1943–44           | 1                   | 0                   | –               | –               | –               | –               | 1     | 0     |
| Milan             | 1944–45           | 6                   | 5                   | –               | –               | –               | –               | 6     | 5     |
| Milan             | Total             | 170                 | 114                 | 23              | 22              | 1               | 0               | 194   | 136   |
| Atalanta          | 1945–46           | 17                  | 3                   | –               | –               | –               | –               | 17    | 3     |
| Atalanta          | Total             | 17                  | 3                   | –               | –               | –               | –               | 17    | 3     |
| Seregno           | 1946–47           | 36                  | 32                  | –               | –               | –               | –               | 36    | 32    |
| Seregno           | 1947–48           | 31                  | 12                  | –               | –               | –               | –               | 31    | 12    |
| Seregno           | 1948–49           | 30                  | 12                  | –               | –               | –               | –               | 30    | 12    |
| Seregno           | 1949–50           | 34                  | 15                  | –               | –               | –               | –               | 34    | 15    |
| Seregno           | 1950–51           | 10                  | 0                   | –               | –               | –               | –               | 10    | 0     |
| Seregno           | Total             | 141                 | 71                  | –               | –               | –               | –               | 141   | 71    |
| Total na carreira | Total na carreira | 385                 | 233                 | 24              | 23              | 1               | 0               | 353   | 256   |

## Títulos
Seregno
- Serie C: 1949–50 (Grupo A)

### Artilharias
- Coppa Italia de 1936–37 (7 gols)
- Serie A de 1938–39 (19 gols)
- Serie A de 1939–40 (24 gols)
- Serie A de 1941–42 (22 gols)
- Serie B de 1946–47 (32 gols)